# Andrij Caplijenko
Andrij Jurijowycz Caplijenko (ukr. Андрій Юрійович Цаплієнко; ur. 12 października 1968 w Charkowie) – ukraiński dziennikarz i reporter wojenny.

## Życiorys

### Edukacja
W latach 1985–1991 studiował w Charkowskim Uniwersytecie Sztuk im. Kotliarewskiego. Następnie, w 1995 roku, odbył studia w Instytucie Dalszego Kształcenia Dziennikarzy na Uniwersytecie Kalmar w Szwecji. W latach 2003–2006 studiował na Kijowskim Uniwersytecie Międzynarodowym.

### Kariera zawodowa
W wielu konfliktach zbrojnych i punktach zapalnych Andrij Caplijenko był pierwszym, a czasem jedynym ukraińskim dziennikarzem raportującym z miejsca wydarzeń. W latach 2010.-2020. obszernie relacjonował dla Ukrainy wiele najważniejszych światowych wydarzeń.
Karierę w telewizji rozpoczął w 1989 roku jako oświetleniowiec w Charkowskiej Obwodowej Telewizji i Radiofonii. Od 1992 był reporterem regionalnej telewizji charkowskiej „Orion”. W 1993 roku ukazał się autorski program Andrija Caplijenki „Burza w szklance” (Буря в стакане). W 1995 roku na antenie pojawił się program „Wspaniały moment” (Чудное мгновенье) wyprodukowany wspólnie przez „Studio +7” i Charkowską Regionalną Telewizję i Radiofonię, którego autorem i prowadzącym był Andrij Caplijenko. W 1995 roku przeniósł się do charkowskiego kanału telewizyjnego "Privat TV", gdzie pełnił funkcję reżysera i prezentera.
W 1997 przeniósł się do Kijowa, a rok później dołączył do kanału telewizyjnego Inter. Od 1999 roku wydał kilka tygodniowych projektów "N-kilometr", "Na linii ognia", "Korespondent specjalny".
W 2001 r. - na wyłączność dla kanału telewizyjnego Inter – prowadził reportaże z Afganistanu, relacjonując historie z różnych stron konfliktu, w tym bojowników, talibów i frakcji Sojuszu Północnego. Jako korespondent wojenny relacjonował wiele konfliktów, w tym wojny w Macedonii, Iraku, Wybrzeżu Kości Słoniowej, Nepalu, Sri Lance, Osetii Południowej, Kaszmirze, Liberii, Burundi, Kolumbii.
Caplijenko jest także scenarzysta kilku filmów dokumentalnych, które od 2007 roku tworzył dla Interu. Są to m.in.: "Organy na eksport", "Euroniewolnicy", "Dr. Heim. "Eksperymenty na ludziach, prawdziwa historia majora Wira", "Doping. Fabryka Mistrzów".
W 2010 roku Caplijenko opublikował swoją powieść "Równik. Czarny biały". Za prototyp bohatera tej powieści uznaje się Wiktora Buta, obywatela Rosji, który w kwietniu 2012 roku został skazany na 25 lat więzienia po tym jak sad uznał go winnym spisku mającego na celu zabicie amerykańskich urzędników i dostarczenie rakiet przeciwlotniczych organizacji terrorystycznej.
W 2012 roku film Caplijenki "Zdradzone miasto" był nominowany do Narodowej Nagrody im. Tarasa Szewczenki.

7 marca 2014 r. - podczas rosyjskiej aneksji Krymu - po sfilmowaniu oblężenia i szturmu wojsk rosyjskich na ukraińska bazę wojskowa w Sewastopolu, Caplijenko został schwytany i torturowany przez uzbrojonych działaczy prorosyjskich. Wg relacji ścigany był przez funkcjonariuszy policji separatystów, którzy podczas pościgu używali broni. Następnego dnia (8 marca 2014) Dunja Mijatovic, Wysoka Komisarz OBWE ds. Wolności Mediów, wydala oświadczenie, w którym wymieniała listę rannych dziennikarzy:
„Wielu dziennikarzy było pojmanych, zaatakowanych, zaatakowanych fizycznie, a kilku przedstawicieli mediów zostało ciężko rannych podczas relacjonowania wydarzeń na Krymie. Lista ta obejmuje [reporterów] "Argumenti nedeli-Krym" (Stanislaw Jurczenko), Associated Press Television News, BBC, CNN, Inter channel (Olena Mechanik, Andrij Caplijenko oraz dwóch operatorów), "Russkaja Planeta" (Pawel Nikulin), STB (Oleksij Simakow, Oleksandr Albinskij, Wiaczesław Skworczewski, Igor Lewenok), 5 channel (Anton Laktionow) i wielu freelancerów, w tym Boriana Kacarowa i Dimiter Kenarow. Niezidentyfikowani napastnicy skonfiskowali też dziennikarzom ich sprzęt”
Ten atak został przedstawiony w powieści "Krym jest nasz".
Od 24 sierpnia 2014 r. Caplijenko pracuje dla ukraińskich kanałów 1+1 i Ukraine Today relacjonując wydarzenia wojny w Donbasie. Bierze tez udział w akcjach wolontariuszy wspierających ukraińskich żołnierzy.
We wrześniu 2014 opublikował swoją drugą powieść „Imperium czterech stron”. W 2018 roku Caplijenko opublikował swoją dystopijną powieść "Ściana".

Wieczorem 25 marca 2022 r. Caplijenko został ranny podczas ostrzału przez wojska rosyjskie kolumny cywilów w rejonie Czernihowa.
„Stało się to podczas ostrzału korytarza humanitarnego do Czernihowa. Wielu cywilów i samochodów czekało na pozwolenie na wjazd do Czernihowa po krewnych. 15 minut po tym, jak dron zarejestrował tłum, rozpoczął się ostrzał. Najpierw zaczęli strzelać ze Śmierci (ciężka wyrzutnia rakietowa), potem z artylerii kalibru 122 mm, potem podłączono moździerz, a na ostatnim etapie był to czołg. Wszystko to trwało co najmniej półtorej godziny" – relacjonował Andrij Caplijenko.

### Życie prywatne
Żonaty z  reporterką wojenną Olgą Kliujewą-Caplijenko.

## Nagrody
- 1995: drugi dyplom na I Ogólnoukraińskim Festiwalu Dziennikarstwa w Jasinie za program „Burza w szklance”
- 1997:
  - nominacja festiwalu programów telewizyjnych „Złota Era” w Kijowie w kategorii „Programy publiczne" za program „Ludzie”;
  - laureat I Międzynarodowego Festiwalu Dziennikarstwa w Jałcie za program „Ludzie”;
- 2001:
  - Order „Za odwagę” (Ukraina) III stopnia - za cykl reportaży z Afganistanu prowadzonych od października do grudnia 2001 roku;
  - Laureat nagrody „Człowiek Roku” w kategorii „Dziennikarz”;
  - „Teletriumf” (według wyników z 2001 r.) w kategorii „Dziennikarz, reporter” (za program dziennikarski „N-kilometr”);
- 2002:
  - Zasłużony Dziennikarz Autonomicznej Republiki Krymu,
  - „Teletriumph” w kategorii „Dziennikarz, reporter” za projekt „Na linii ognia”,
- 2003: „Teletriumph” w kategorii „Dziennikarz, reporter” za projekt „Na linii ognia”;
- 2004: Nagroda im. Iwana Franki w dziedzinie działalności informacyjnej;
- 2005: Obraz literatury faktu „Biesłan. Cios dla Rosji” dostał się do oficjalnej selekcji i został zaprezentowany na 45. Międzynarodowym Festiwalu Telewizji w Monte Carlo;
- 2006: „Teletriumf” w kategorii „Reporter” za cykl raportów dla programu „Szczegóły”[1];
- 2008: Nagroda "Najlepszy Scenariusz" na 13. Międzynarodowym Festiwalu Telewizji w Barze (Czarnogóra) za film "Doping. Fabryka Mistrzów”;
- 2011: Zasłużony dziennikarz Ukrainy -  za znaczący osobisty wkład w rozwój społeczno-gospodarczy, naukowo-techniczny, kulturalno-oświatowy państwa ukraińskiego, znaczące osiągnięcia w pracy, wieloletnią sumienną pracę oraz z okazji 15-lecia Konstytucji Ukrainy[6];
- 2022: Order „Za odwagę” (Ukraina) II stopnia - za “zasługi dla umacniania państwowości ukraińskiej, odwagę i poświęcenie w ochronie suwerenności i integralności terytorialnej Ukrainy, znaczący osobisty wkład w rozwój różnych sfer życia społecznego, obronę narodowych interesów naszego państwa , sumienne wykonywanie obowiązków zawodowych”[7];
- a także:
  - Nagroda Wojsk Lądowych Ukrainy,
  - Nagroda Ministerstwa Młodzieży i Sportu[8].